# Reichskommissariat Niederlande
O Reichskommissariat Niederlande foi o regime de ocupação civil estabelecido pela Alemanha Nazista na Holanda ocupada pelos alemães durante a Segunda Guerra Mundial. Seu título completo era Comissariado do Reich para os Territórios Ocupados da Holanda (em alemão:  Reichskommissariat für die besetzten niederländischen Gebiete). A administração era chefiada por Arthur Seyss-Inquart, anteriormente o último chanceler da Áustria antes de iniciar sua anexação pela Alemanha (o Anschluss).

## Introdução

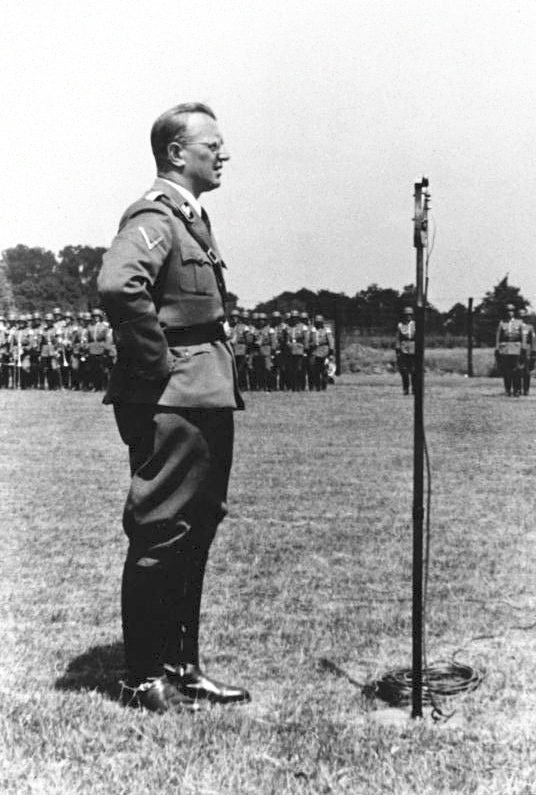
Arthur Seyss-Inquart em Haia

O domínio alemão da Holanda começou com a invasão alemã. No dia da capitulação (15 de maio de 1940), toda a equipe ministerial fugiu para Londres para formar um governo holandês no exílio. A rainha Guilhermina já os havia precedido no dia anterior. Isso deixou de facto a autoridade do governo nas mãos do general Henri Winkelman como o comandante militar mais graduado na Holanda. Em 20 de maio de 1940, uma administração militar foi inicialmente implementada, liderada pelo Militärsbefehlshaber (comandante militar) Alexander Freiherr von Falkenhausen. Este foi rapidamente dissolvido para ser substituído por uma administração civil sob a autoridade do recém-nomeado Arthur Seyss-Inquart, que foi nomeado como o Reichskommissar für die besetzten niederländische Gebiete (Comissário do Reich para os Territórios Ocupados da Holanda). A nova forma de governo não era, portanto, um governo militar alemão (Militärverwaltung), mas um governo civil (Zivilverwaltung). Hitler escolheu essa opção principalmente por motivos ideológicos: os holandeses eram considerados próximos em "parentesco racial" e, portanto, tiveram de ser conquistados pelo nacional-socialismo .
Esta mudança foi tecnicamente justificada por motivos legais de acordo com as disposições das Convenções de Haia sobre as leis de guerra. A evacuação totalmente inconstitucional da monarca e de seu governo diante do avanço das forças alemãs significou que não havia mais nenhuma autoridade civil em funcionamento na área. O Artigo 43 das Leis e Costumes da Guerra à Terra estipula que neste cenário é atribuída à potência ocupante a responsabilidade de manter a ordem nos territórios que ocupou em lugar do governo nativo que exerce esta autoridade.
No longo prazo ("longo prazo" não sendo mais definido pelos alemães além de "nach Kriegsende ", ou seja, após o fim da guerra), as autoridades alemãs anteciparam a integração direta da Holanda no Terceiro Reich em expansão.
Desde que abdicou do trono imperial em 1918, o ex- kaiser alemão Guilherme II (Wilhelm II) vivia na Holanda. Desde a invasão, os soldados da Wehrmacht guardavam sua casa. Wilhelm esperava poder persuadir Hitler ou o governo de Berlim a restaurar a monarquia alemã. Todos os pedidos foram negados. Wilhelm morreu na Holanda em 4 de junho de 1941. Apesar da animosidade pessoal de Hitler para com Wilhelm, a quem ele culpava pela derrota da Alemanha na Primeira Guerra Mundial, ele queria trazer o corpo de Wilhelm de volta a Berlim para um funeral de estado, já que Wilhelm era um símbolo da Alemanha e dos alemães durante a Grande Guerra. Hitler sentiu que tal funeral demonstraria aos alemães a descendência direta do Terceiro Reich do antigo Império Alemão. No entanto, os desejos de Guilherme de nunca retornar à Alemanha até a restauração da monarquia foram respeitados, e as autoridades de ocupação nazistas concederam-lhe um pequeno funeral militar, com algumas centenas de pessoas presentes. Os enlutados incluíam August von Mackensen, totalmente vestido com seu velho uniforme imperial dos Hussardos da Vida, o almirante Wilhelm Canaris e o Reichskommissar Arthur Seyss-Inquart, junto com alguns outros conselheiros militares. No entanto, o pedido de Wilhelm para que a suástica e outros trajes nazistas não fossem exibidos em seu funeral foi ignorado, e eles aparecem nas fotos do evento tiradas por um fotógrafo holandês.
Wilhelm foi enterrado em um mausoléu no terreno de Huis Doorn, que desde então se tornou um local de peregrinação para monarquistas alemães.

### O Movimento Nacional Socialista na pré-ocupação da Holanda
O Nationaal Socialistische Beweging (em português:  Movimento Nacional Socialista nos Países Baixos; NSB), já existia há anos antes de os alemães chegarem aos Países Baixos. Entre a primeira e a segunda guerra mundial, a sociedade holandesa passou por uma crise em seu sistema sociopolítico. O movimento nacional-socialista ofereceu uma solução para a instabilidade da Holanda e ganhou alguma influência sem colocar em risco a ordem política existente, um sistema que já era frágil durante o período de democracia política. No entanto, esta forma de democracia não estava totalmente na prática nem incontestada como princípio pelo NSB.
Antes da invasão alemã, o Movimento Nacional Socialista passou grande parte da década de 1930 denunciando em voz alta a incapacidade do governo de proteger o povo holandês do sofrimento econômico, do caos social e da influência crescente do marxismo-bolchevismo. O grupo se separou como uma força interna, ganhando um pequeno grau de importância em meados da década de 1930 e, finalmente, contribuindo para os esforços alemães de nazificar a Holanda ocupada. O NSB começou a admirar as "conquistas" do Reich alemão em 1936 e divulgou seus próprios avisos de que o "judaísmo internacional" havia se apoderado da Holanda e conquistaria a Europa.
À medida que os alemães ganhavam poder na Holanda, o NSB acreditava que isso poderia influenciar a política de ocupação e o comportamento alemão. O grupo antecipou que Anton Mussert, um membro proeminente e fundador do Partido, seria o nomeado de Hitler durante o regime ocupacional.
Se a invasão alemã nunca tivesse ocorrido, é indiscutível que o NSB nunca teria conseguido assumir o poder político da Holanda. Os alemães não permitiam um caminho holandês independente para o nacional-socialismo e só queriam incorporar os nazistas holandeses à estrutura política como apoiadores e executores da política alemã, não como líderes do país em sua totalidade.

## Estrutura
O governo alemão na Holanda era chefiado por Seyss-Inquart como Reichskommissar. Abaixo dele estavam quatro Generalkommissare. Estes foram:
- Hans Fischböck, Generalkommissar für Finanz und Wirtschaft (finanças e economia);
- Hanns Albin Rauter, Generalkommissar für das Sicherheitswesen (segurança), que também manteve a posição de SS Superior e Líder da Polícia;
- Fritz Schmidt, Generalkommissar zur Besonderen Verwendung ('tarefas especiais'). Sucedido por Willi Ritterbusch após o suicídio do primeiro em 26 de junho de 1943;
- Friedrich Wimmer, Generalkommissar für Verwaltung und Justiz (administração e justiça).

As tropas da Wehrmacht estacionadas na Holanda foram comandadas pela Wehrmachtbefehlshaber em den Niederlanden Friedrich Christiansen (28 de maio de 1940 - 7 de abril de 1945).
Havia um conflito constante entre Seyss-Inquart, o Comissário do Reich nomeado pessoalmente por Hitler que contava diretamente com seu apoio, e Rauter, que era o Generalkommissar para questões de segurança e nominalmente subordinado a Seyss-Inquart, mas como Superior SS e Líder da Polícia ele assumiu diretamente ordens de Heydrich e seu chefe, Himmler. No período após a greve de fevereiro, Seyss-Inquart e Rauter se engajaram em uma luta política enquanto cada um competia pelo controle dos assuntos judaicos no país. O controle que Seyss-Inquart deveria ter era quase inexistente na prática devido à sobreposição e contradições de competências e a uma série de conflitos não resolvidos entre partidos e organizações estatais, bem como os indivíduos listados acima.
Apesar de sua subordinação nominal do governo a Seyss-Inquart, Rauter como oficial da SS era, na verdade, responsável apenas por Heinrich Himmler como Reichsführer-SS .
Nenhum novo ministro foi nomeado; os secretários-gerais mantinham o controle sobre seus respectivos departamentos, mas agora operavam sob a autoridade de Seyss-Inquart. Os governos existentes de nível inferior também permaneceram completamente intactos, embora estivessem sendo gradualmente substituídos por membros do NSB à medida que a guerra avançava.

## Estratégia e política
Após a ocupação alemã da Holanda em 1940, a posição da Alemanha nazista sobre o povo holandês inicialmente parecia favorável. Adolf Hitler, Heinrich Himmler e outros nazistas seniores consideravam os holandeses como parte da " Herrenvolk" ("raça superior") ariana.
As políticas de Seyss-Inquart eram preparar gradualmente a estrutura do estado e a população holandesa para a ideologia nacional-socialista, a noção de criar uma "nova Europa" (significando uma liderada pela Alemanha) e, finalmente, a assimilação na Grande Alemanha após sua vitória na guerra. Ele estava consciente, entretanto, do apoio muito limitado que o futuro da Holanda como província alemã necessariamente receberia, e ajustou seu estilo de governo de forma a não levantar quaisquer perturbações indesejadas que o povo holandês pudesse criar. Ele também estava ciente de que os movimentos fascistas e nazistas locais na Holanda, particularmente o Nationaal-Socialistische Beweging (NSB) liderado por Anton Mussert, eram nada mais do que grupos minoritários geralmente desprezados pela vasta maioria dos holandeses. Mussert também foi um defensor da criação da Dietsland, um tipo de Grande Holanda a ser formado a partir da união entre Holanda e Flandres de língua holandesa, em vez de um Grande Reich Germânico, conforme desejado por Adolf Hitler. Por essas razões, Seyss-Inquart permitia ao NSB apenas autoridades limitadas e geralmente não era receptivo a nomear seus membros para posições estrategicamente significativas.
No estágio inicial da ocupação alemã, os nazistas planejavam apoiar o rival NSB, o Partido Nacional Socialista dos Trabalhadores Holandeses (NSNAP), que clamava abertamente pela anexação da Holanda à Alemanha nazista. O partido recebeu ampla cobertura dos jornais nazistas e a organização foi ampliada com o estabelecimento do Hitlerjugend (juventude hitlerista) holandes.  No entanto, o NSNAP era um partido marginal extremamente menor (recebeu menos de 1000 votos nas eleições gerais holandesas de 1937 e foi considerado politicamente inútil pelos alemães.
Mussert tentou convencer Hitler de que ele deveria ser o líder de um estado holandês independente, um pedido que Hitler negou, deixando o Reichskommissar Seyss-Inquart como o governante absoluto dos Países Baixos. Ele foi, entretanto, autorizado a assumir o título de "Líder do Povo Holandês" e o NSB foi autorizado a continuar suas atividades políticas. O NSB declarou que a monarquia foi abolida e que a Holanda deveria apoiar a Alemanha na guerra. 20.000 a 25.000 holandeses serviram no exército alemão e na Waffen SS .

Apesar de ser considerado um Herrenvolk, as exigências da Alemanha para a produção de guerra resultaram na introdução de trabalho forçado (Arbeitseinsatz) em holandeses com idades entre 18 e 45 anos, bem como na extração de recursos naturais holandeses para usar na máquina de guerra alemã.

### Planos de anexação

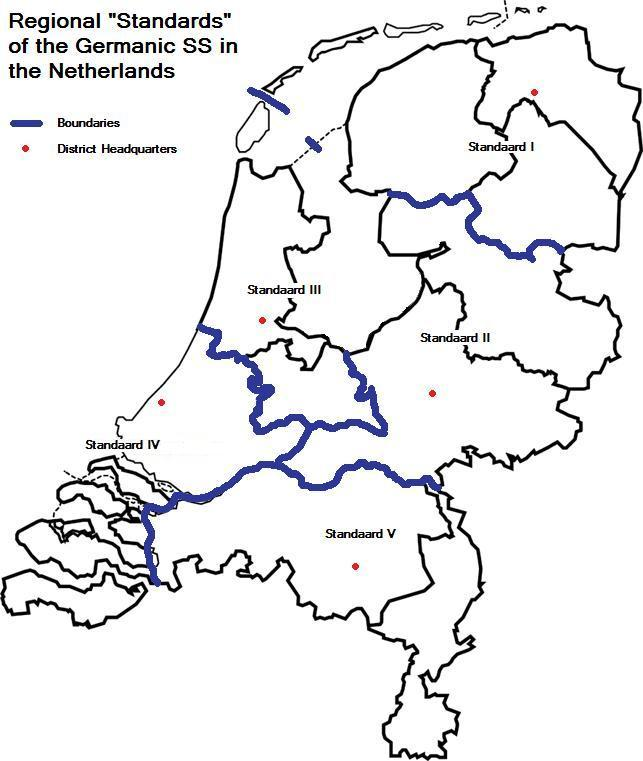
Padrões Regionais da SS holandesa

Após sua invasão, a Holanda foi temporariamente colocada sob a autoridade de um governador civil alemão (um Reichskommissar) até que uma decisão final fosse feita sobre a próxima forma de governo para "facilitar" a nação holandesa para sua assimilação pretendida à Alemanha. No entanto, em várias ocasiões, o regime alemão considerou seriamente a implementação de um plano concreto para alterar a composição territorial do Reichskommissariat Niederlande. Suas então onze províncias deveriam ser substituídas por cinco novos gewesten (termo holandês histórico para uma política estadual subnacional) e o Reichskommissar Seyss-Inquart apontado como Reichsstatthalter (Governador do reich) eGauleiter para todo o país como a primeira etapa neste processo.
Esta proposta originou-se de um documento criado pelo Hanns Albin Rauter, que posteriormente o apresentou ao Secretário do Partido Nazista, Martin Bormann, em novembro de 1942. Nele, ele apresentou suas sugestões sobre a futura organização política da Holanda, quando seria um componente do Terceiro Reich. Exigia sua divisão efetiva em cinco novos Reichsgaue, de preferência liderados por veteranos holandeses da Waffen-SS da frente oriental. Esses Gaue eram inteiramente coincidentes com os cinco distritos policiais e judiciais que os alemães haviam estabelecido anteriormente, com base nos "padrões" regionais das SS holandesas. Temendo a posterior nazificação da Holanda, os principais funcionários do governo holandês aconselharam Seyss-Inquart a não realizar essas etapas devido ao caos administrativo que isso inevitavelmente causaria, fazendo com que fossem arquivadas por enquanto.  Quando a Alemanha foi posteriormente forçada à defensiva após 1942, eles foram abandonados indefinidamente.

### Greve de fevereiro
Em fevereiro de 1941, a oposição às políticas anti-semitas dos nazistas e dos colaboracionistas causou o surgimento de grandes greves na Holanda. Isso começou depois que o NSB e seus stormtroopers, o Weerbaarheidsafdeling (Seção de Defesa) ou WA, começaram uma série de provocações contra bairros judeus em Amsterdã. Começaram os combates nos quais membros do WA ficaram feridos, os colaboracionistas então pediram o apoio do Exército Alemão que ajudou a transformar o bairro em um gueto cercado por arame farpado e posições armadas, não-judeus foram proibidos de entrar na área. Dias depois, o Ordnungspolizei alemão entrou no bairro, mas vários policiais ficaram feridos. Os alemães então responderam invadindo o bairro e capturando 425 judeus que foram deportados para campos de concentração. No dia 24, o Partido Comunista da Holanda (tornado ilegal pelos nazistas) convocou o povo de Amsterdã à greve. Posteriormente, motoristas de bonde, escolas e algumas empresas aderiram à greve. Depois de três dias, a polícia alemã reprimiu a greve.

## Colaboração na administração

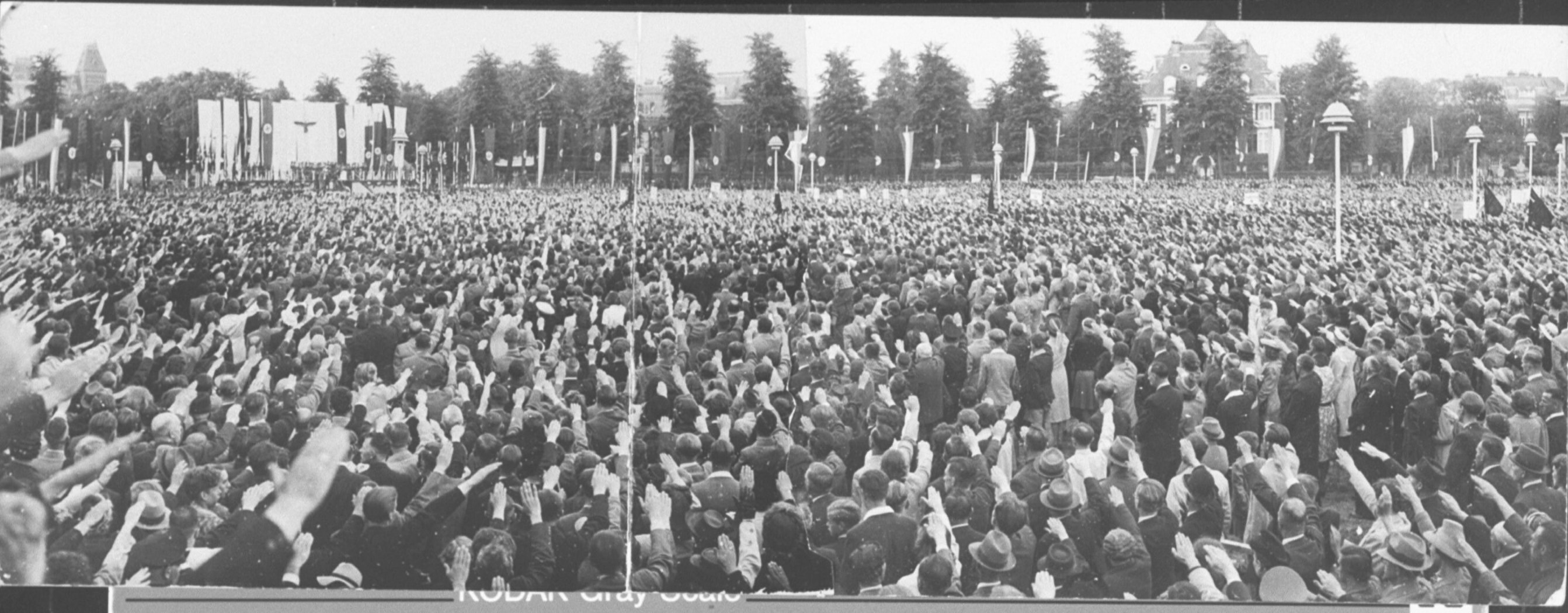
Um comício da NSB em Amsterdã, 27 de junho de 1941

Quando as autoridades alemãs tomaram posse da Holanda, esperavam encontrar grupos substanciais entre os holandeses que estivessem dispostos a aceitar o nacional-socialismo e a colaboração. A acomodação foi a primeira fase da ocupação e caracterizou-se pela disposição da maioria da população holandesa em aceitar as consequências políticas de sua derrota. As elites holandesas demonstraram disposição de chegar a um entendimento com os alemães, seja desempenhando um papel ativo de alguma forma na perseguição e deportação dos judeus ou não oferecendo qualquer tipo de resistência, isto é particularmente verdadeiro para os assistentes administrativos holandeses e as autoridades como um todo. O serviço civil holandês, também, em geral, adotou uma atitude acomodatícia para com os alemães.

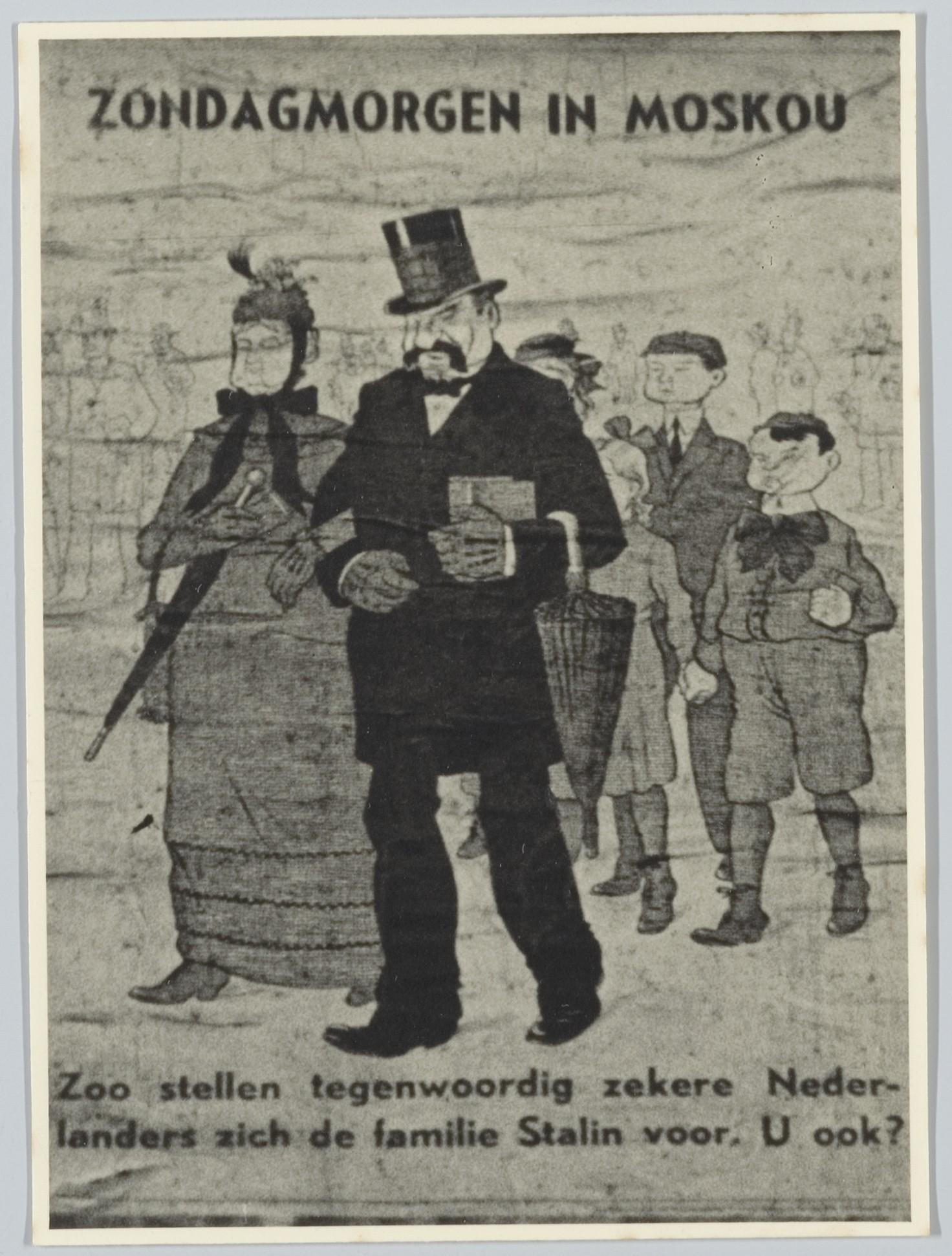
Propaganda colaboracionista, 1944

Em 1937, Aanwijzingen (instruções) especiais foram formuladas para os funcionários do governo holandês e outros funcionários públicos na cooperação com as forças de ocupação. Os funcionários públicos deviam permanecer em funções e cumprir as suas funções da melhor forma possível, pelo que os que permaneciam nos seus cargos deviam julgar por si próprios se o conteúdo de cada despacho que lhes era proferido era substantiva e processualmente legítimo. De acordo com essas regras, esperava-se que o serviço civil holandês tradicional fosse fiel aos princípios da ordem administrativa e pública acima de todas as outras considerações.
O primeiro-ministro Gerbrandy, exilado em Londres junto com membros de seu gabinete e da família real, anunciou em seu discurso, Commentaar op de Aanwijzingen (Comentários sobre as instruções), as diretrizes de como os funcionários públicos deveriam se comportar, afirmando que não eram cooperar com a força de ocupação de qualquer forma, especialmente na perseguição aos judeus pelos nazistas.
Embora os alemães tenham nomeado vários membros do NSB e outros germanófilos para cargos importantes, como secretários-gerais e prefeitos, seu número ou influência ideológica na administração não era extensa. O Dr. Friedrich Wimmer liderou o governo interno e tinha o poder de emitir regulamentos obrigatórios para os funcionários públicos holandeses e, sob seu governo, o governo local foi transformado em um instrumento pelo qual a política foi usada para nazificar a Holanda. A administração civil na Holanda permitiu que os alemães exercessem um controle muito mais rígido sobre os cidadãos holandeses do que os países ocupados pelos militares, como o governo francês em Vichy.
A natureza da administração civil, em vez de militar, foi um fator importante que contribuiu para facilitar a execução das políticas patrocinadas pelos nazistas contra os judeus. A ausência geral de qualquer controle da Wehrmacht sobre o funcionamento do país permitiu aos civis e às agências operadas pelas SS de Himmler mais liberdade. Em janeiro de 1941, funcionários públicos, administradores e representantes eleitos foram ordenados pelos alemães a registrar toda a população holandesa por nome e endereço, os judeus deveriam ser registrados separadamente. Esses registros populacionais extensos e detalhados tornaram mais fácil para os alemães alvejarem os judeus, eventualmente permitindo que o processo de registro fosse substituído por segregação, espoliação e, por fim, deportação.
No entanto, a burocracia na Holanda não era um modelo de eficiência, o pessoal da SS/SD não era mais implacável ou eficiente do que em outros lugares da Europa, mas havia um número maior de policiais alemães, cerca de 5.000, em comparação com o da França onde nunca passou de 3.000. O domínio da SS na Holanda foi citado como uma das diferenças fundamentais entre a Holanda e outros países da Europa Ocidental ocupados pelos alemães.

## Liberação

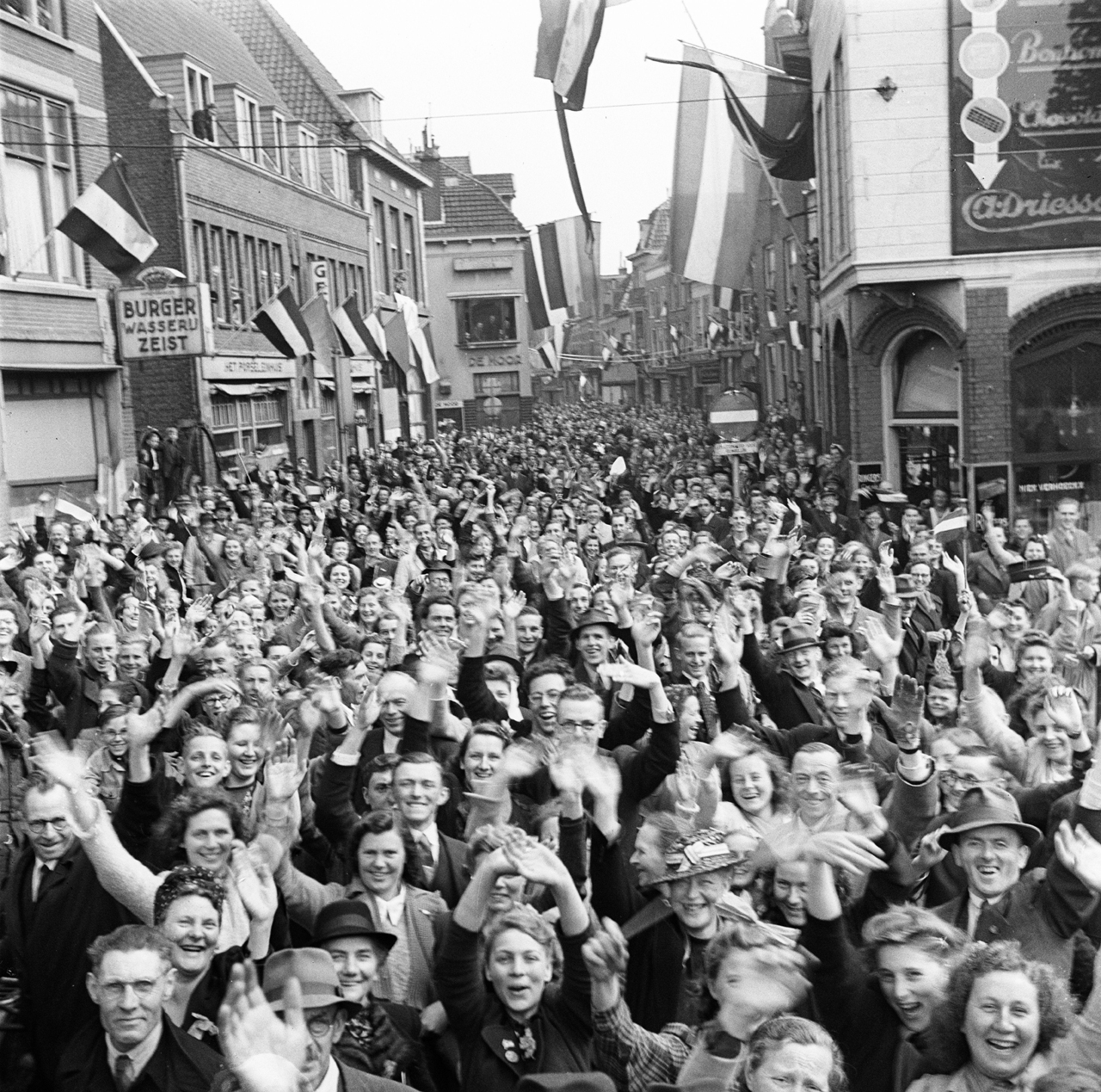
Pessoas celebrando a liberação de Utrecht em 7 de maio de 1945

De 1944 a 1945, o Reichskommissariat foi atacado pelas forças aliadas. A primeira tentativa de libertar a Holanda pelos Aliados foi durante a Operação Market Garden em 1944, envolvendo o uso de divisões paraquedistas para assumir pontes importantes na Holanda para permitir que os tanques aliados posicionados na Bélgica passassem rapidamente pela Holanda e chegassem a Arnhem, que realizou uma ponte sobre o rio Reno. Isso colocaria os Aliados em uma vantagem estratégica para invadir a Alemanha e encerrar rapidamente a guerra. Eindhoven e Nimega foram libertados. No entanto, as falhas da inteligência aliada e a má organização resultaram na falha dos Aliados em cruzar o Reno em Arnhem.
Depois do Market Garden, o exército canadense recebeu a iniciativa de libertar a Holanda, as forças armadas canadenses conseguiram empurrar as forças alemãs para a parte superior da Holanda em 1945, em que a Alemanha se rendeu, abdicando de sua reivindicação à Holanda e todos os outros ocupados territórios.